# Courcuire
 Courcuire  es una población y comuna francesa, situada en la región de Franco Condado, departamento de Alto Saona, en el distrito de Vesoul y cantón de Marnay.

## Demografía
| 350 | 372 | 381 | 322 | 369 | 371 | 339 | 345 | 306 | 320 | 311 | 246 | 251 | 242 | 212 | 188 | 150 | 160 | 134 | 115 | 89 | 93 | 89 | 84 | 70 | 65 | 60 | 63 | 85 | 104 | 112 | 129 | 128 |
| Para los censos de 1962 a 1999 la población legal corresponde a la población sin duplicidades (Fuente: INSEE [Consultar]) |     |     |     |     |     |     |     |     |     |     |     |     |     |     |     |     |     |     |     |    |    |    |    |    |    |    |    |    |     |     |     |     |